# Вейнберг, Яков Игнатьевич
Яков Игнатьевич Вейнберг (1824, Умань, Киевская губерния — 7 [19] января 1896, Москва) — педагог, тайный советник.

## Биография
Родился в Умани Киевской губернии. Окончил Ришельевский лицей (1844). С 1845 года учился за счёт благотворительной стипендии на 2-м (физико-математическом) отделении философского факультета Московского университета, который окончил в 1850 году первым кандидатом.
Начал свою педагогическую службу старшим учителем математики и физики в 1-й Московской гимназии. Одновременно преподавал физику в 1-м и 3-м кадетских корпусах, Александровском военном училище, Константиновском межевом институте и 1-й женской гимназии. В 1863 году, 26 октября, он был назначен инспектором 3-й Московской гимназии и состоял в этой должности семь лет, исправляя некоторое время и обязанности директора. В 1870 году, 9 ноября, Я. И. Вейнберг был определён окружным инспектором Московского учебного округа и занимал эту должность более двадцати пяти лет.
С 1894 года — почётный член Московского университета. Вице-президент Общества любителей естествознания, антропологии и этнографии.
Он регулярно печатал свои литературно-научные труды в различных изданиях; «Николай Коперник и его учение», впервые напечатанное в 1873 году, было переиздано в 2015: 2-е изд. — М.: URSS: Ленанд, 2015. — 188 с. Им был осуществлён перевод лекций Карла Риттера «Европа» и «Общее землеведение».

## Источник
- Вейнберг, Яков Игнатьевич. Некролог // «Московские Ведомости». — 1898. — № 9,10.

## Рекомендуемая литература
- Покровский П. М. Памяти Я. И. Вейнберга. (Личные воспоминания) // РО. — 1896. — Т. 37, № 2. — С. 931—937.
- Умов Н. А. Воспоминания о Якове Игнатьевиче Вейнберге / Собр. соч. — Т. 3. — М., 1916.